# Ley de aplicación de redes
La Ley de aplicación de redes ( Netzwerkdurchsetzungsgesetz, NetzDG; en alemán: Gesetz zur Verbesserung der Rechtsdurchsetzung in sozialen Netzwerken), también conocida coloquialmente como Ley Facebook (Facebook-Gesetz),  es una ley alemana aprobada en el Bundestag que tiene como objetivo oficialmente combatir las noticias falsas, el discurso de odio y la desinformación en línea. 
La ley establece obligaciones de redes sociales con más de 2 millones de usuarios sobre el manejo de denuncias por contenido ilegal. Se debe eliminar o bloquear el acceso a todo contenido "evidentemente ilegal" dentro de las 24 horas y todo el contenido ilegal dentro de los 7 días posteriores a la recepción de una denuncia por contenido ilegal. Las plataformas deben almacenar el contenido eliminado durante mínimo 10 semanas después de ser eliminado y presentar informes de transparencia cada seis meses.  Fue aprobada por el Bundestag en junio de 2017 y entró en vigor en enero de 2018.
Políticos, grupos de derechos humanos, periodistas y académicos han criticado la ley tanto a nivel local como internacional por incentivar a las plataformas de redes sociales a censurar preventivamente la expresión válida y legal, y por convertir las plataformas en árbitros de la libertad de expresión en Alemania. 

## Antecedentes
En 2015, el Ministerio Federal de Justicia y Protección del Consumidor creó un grupo de trabajo con Facebook, Google (por su plataforma de vídeo YouTube), Twitter y otras organizaciones.Como parte del grupo de trabajo, algunas empresas participantes asumieron compromisos voluntarios pero  el ministerio lo consideró insuficiente.
El ministro de Justicia, Heiko Maas, criticó que una evaluación de la práctica jurídica en la eliminación de contenidos delictivos en las redes sociales realizada por "jugendschutz.net" a principios de 2017 reveló que la eliminación de comentarios de odio era insuficiente y pidió una mayor presión en las redes sociales. Consideró normas jurídicas una necesidad para que las empresas sean más responsables. Aunque el 90 por ciento del contenido sancionable fue eliminado en YouTube, sólo el 39 por ciento en Facebook y sólo el 1 por ciento en Twitter .

## Redacción y promulgación
El 16 de mayo de 2017, los partidos políticos CDU/CSU y SPD presentaron el proyecto de ley al Bundestag. Según el gobierno federal, las redes sociales se verían obligadas a eliminar de forma más sistemática el discurso de odio. La pena máxima por incumplimiento de la ley sería de 50 millones de euros. 
El proyecto de ley se refería a las redes sociales comerciales con al menos 2 millones de miembros, no a los servicios diseñados periodísticamente y editorialmente (§ 1 de la NetzDG). Los proveedores deben establecer un procedimiento transparente para tramitar las denuncias sobre contenidos ilegales (§ 3 NetzDG) y están sujetos a la obligación de presentar informes de transparencia (§ 2 NetzDG). Deben comprobar las denuncias inmediatamente, eliminar el contenido "obviamente ilegal" en un plazo de 24 horas, eliminar cualquier contenido ilegal en un plazo de 7 días desde que haya sido notificado y bloquear el acceso al mismo. Los denunciantes y usuarios deben ser informados inmediatamente de las decisiones adoptadas. El contenido eliminado debe almacenarse durante al menos diez semanas a efectos de prueba. Las infracciones se consideran infracciones administrativas y se prevén multas sensibles de hasta 5 millones de euros (§ 4 de la NetzDG). Además, los proveedores deben proporcionar un agente de servicios en Alemania tanto ante las autoridades como en procedimientos civiles (§ 5 de la NetzDG). Se espera que las redes sociales presenten un informe cada seis meses sobre las denuncias recibidas y cómo se han atendido. 
El Bundestag aprobó el proyecto el 30 de junio de 2017 con la mayoría de los votos de las facciones gubernamentales frente a los votos de la izquierda y el CSU, con la abstención de la Alianza 90/Los Verdes. 

## Criticismo
Según el gobierno federal de Alemania, la ley es necesaria para combatir el crecimiento del discurso de odio en línea, así como la difamación y las noticias falsas .  Alega que estos contenidos pueden radicalizar a las personas, que "el internet da forma a la cultura del debate y al clima social general" en Alemania, y que intentos anteriores de crear conciencia y establecer compromisos voluntarios para las plataformas habían tenido éxito limitado. Sin embargo, varios aspectos de la ley han sido criticados por múltiples grupos de interés.

### Grupos de periodistas y derechos humanos
Reporteros sin Fronteras (RSF) afirmó que la ley podría "dañar masivamente los derechos básicos a la libertad de prensa y a la libertad de expresión ".  Human Rights Watch ha calificado la ley como "defectuosa", afirmando que podría conducir a una censura excesivamente amplia e irresponsable. Añadió que la ley establecerá un precedente peligroso para otros gobiernos que también desean restringir la expresión en línea obligando a las empresas a censurar en su nombre.  RSF también señaló que la ley de Alemania también había influido en la implementación por parte de Rusia de su propia ley sobre discurso de odio. 
Courtney Radsch, del Comité para la Protección de los Periodistas, advirtió que la ley correría el riesgo de privatizar la censura.  El Oxford Internet Institute advirtió que la ley puede restringir fuertemente la libertad de expresión y la libertad en Internet. 
Los expertos en TI también describieron las regulaciones previstas como "infraestructura de censura".  Entre los periodistas que criticaron la ley se encuentra Matthias Spielkamp de RSF, que llamó el diseño de la ley "vergonzoso".  Harald Martenstein, del periódico Der Tagesspiegel, lo llamó "erdoğanismo en pura cultura" y explicó que el proyecto de ley se lee como si "proviniera de la novela 1984 " que era un "ataque al principio de separación de poderes". 
Académicos y expertos también esperan que los cortos y rígidos plazos de eliminación y la elevada amenaza de multas lleven a las redes a preferir eliminar las contribuciones en caso de duda, incluso si la libertad de expresión garantizada por los derechos fundamentales requeriría una consideración contextual, como en la diferenciación entre insulto prohibido y sátira permitida.  En abril de 2017, una alianza de asociaciones empresariales, políticos de redes, activistas de derechos civiles, científicos y abogados unieron fuerzas para protestar contra la ley. En un manifiesto advirtieron de "consecuencias catastróficas para la libertad de expresión".   

### Naciones Unidas
En junio de 2017, el Relator Especial de las Naciones Unidas para la Protección de la Libertad de Opinión y de Expresión, David Kaye, criticó las regulaciones previstas en una declaración al gobierno federal. Consideró que algunas partes del proyecto de ley serían incompatibles con el Pacto Internacional de Derechos Civiles y Políticos .  Planteó las siguientes preocupaciones:
- Los proveedores de servicios en línea tendrían que eliminar información basándose en parte en criterios "vagos y ambiguos".
- Las multas máximas serían desproporcionadas con respecto al delito en sí y "podrían incitar a las redes sociales a eliminar contenido que pueda ser legal". Especialmente debido a los cortos plazos para eliminar contenido (7 días para contenido ilegal y 24 horas para contenido claramente ilegal), podría llevar a los proveedores a participar en una censura preventiva al eliminar expresiones legítimas.
- La legalidad de la información a menudo depende del contexto, lo que sería difícil de evaluar con precisión para las plataformas.

Kaye también expresó su preocupación de que el "contenido violatorio" y su información de usuario asociada tendrían que almacenarse en servidores privados y se podría acceder a ellos mediante órdenes judiciales, lo que podría socavar el derecho a la expresión anónima. Además, la ley cargaría a las empresas privadas con la protección de la privacidad y seguridad de grandes cantidades de datos privados.

### Consejo Europeo
Los expertos argumentan que la ley puede violar la libertad de expresión tal como se enumera en el artículo 5 de la Ley Fundamental alemana, así como en el artículo 10 del Convenio Europeo de Derechos Humanos, que establece lo siguiente: 
"1. Toda persona tiene derecho a la libertad de expresión. Este derecho comprende la libertad de opinión y la libertad de recibir o de comunicar informaciones o ideas sin que pueda haber injerencia de autoridades públicas y sin consideración de fronteras. El presente artículo no impide que los Estados sometan a las empresas de radiodifusión, de cinematografía o de televisión a un régimen de autorización previa. 

 2. El ejercicio de estas libertades, dado que conlleva deberes y responsabilidades, puede estar sujeto a las formalidades, condiciones, restricciones o sanciones prescritas por la ley y que sean necesarias en una sociedad democrática, en interés de la seguridad nacional, la integridad territorial o la seguridad pública, para la prevención del desorden o el delito, para la protección de la salud o la moral, para la protección de la reputación o los derechos de otros, para impedir la divulgación de información recibida confidencialmente o para mantener la autoridad e imparcialidad del poder judicial ". 
La Ley de Aplicación de Redes incentiva el bloqueo excesivo, porque limita el tiempo de acción de empresas tecnológicas a 24 horas, en lugar de permitir que se propaguen o causen daño mientras se espera la decisión de un tribunal. Esta necesidad de rapidez en la eliminación dificulta que las personas que publican dicho contenido tengan el debido proceso para determinar la legalidad del contenido.   El bloqueo excesivo podría constituir una violación del Artículo 10 porque existe la posibilidad de bloquear la expresión que es legal. Algunos académicos dicen que priorizar las leyes alemanas sobre las regulaciones de la UE mientras se legisla sobre este tema es un error, y que la UE debería ser quien legisle en esos ámbitos, especialmente porque el internet es un lugar tan internacional.  

### Proyecto Contra el Extremismo – Informe CEPS
En 2018, el grupo de defensa Counter Extremism Project publicó un informe conjunto con el grupo de expertos Centro de Estudios de Política Europea analizando los efectos de la Ley de Aplicación de Redes. Los autores concluyeron que "sigue siendo incierto si NetzDG ha logrado resultados significativos para alcanzar su objetivo declarado de prevenir el discurso de odio", ya que algunas plataformas no cumplieron estrictamente con los requisitos.  

### El silencio de la Comisión Europea
La Comisión Europea se ha negado a revisar documentos sobre la ley que examina la compatibilidad de la ley con el derecho de la Unión Europea en lo que respecta al Convenio Europeo de Derechos Humanos (CEDH) y los requisitos legales europeos en el ámbito de los "Servicios de la Sociedad de la Información" (directiva sobre comercio electrónico). Una solicitud de la revista económica alemana Wirtschaftswoche fue rechazada alegando que "la publicación de los documentos... afectaría al clima de confianza mutua entre el Estado miembro (Alemania) y la Comisión". 
Según un reglamento emitido en 2001, la Comisión de la UE debe poner a disposición los documentos internos previa solicitud. Wirtschaftswoche escribió: "Esto confirma la sospecha de que la ley viola efectivamente el derecho de la UE, pero Bruselas no quiere ofender a Alemania".  

## Impactos

### Multa a Facebook por no denunciar quejas
En julio de 2019, Facebook recibió una multa de 2 millones de euros por parte de la Oficina Federal de Justicia de Alemania por no reportar denuncias sobre contenidos ilegales.  La Oficina Federal de Justicia de Alemania comunicó que Facbook no incluyó denuncias de usuarios sobre publicaciones que violaban los estándares de la comunidad de Facebook y que esto generaba un panorama distorsionado sobre el alcance de las infracciones que se cometen en su plataforma. Sin embargo, Facebook alegó que algunos aspectos de la ley "carecían de claridad" y que cumplió con los requisitos obligatorios de presentación de informes.

### Demanda de google
En 2021, Google presentó una demanda contra la ley. 